# Oms (Ulldecona)
L'Oms és una elevació de 297 metres que es troba al municipi d'Ulldecona, a la comarca del Montsià.
Al punt més alt podem trobar-hi un vèrtex geodèsic (referència 246161001). Aquesta elevació està situada a la plana limitada per els Ports de Beseit i la Serra de Godall, no gaire lluny de la Sénia.